# Erpingham
Erpingham est un village et une paroisse civile du Norfolk, en Angleterre.